# Katherine Pleydell-Bouverie
Katherine (de vegades també Katharine) Harriot Duncombe Pleydell-Bouverie (7 de juny de 1895, Berkshire – 1985, Wiltshire) va ser una capdavantera de la ceràmica moderna anglesa, emmarcada dins del moviment de la ceràmica d'autor.

## Biografia
Pleydell-Bouverie va néixer a Faringdon, al Berkshire de l'època, filla de Duncombe Pleydell-Bouverie i de la seva muller Maria Eleanor, filla de Senyor Edward Hulse, 5è Baronet. El seu avi per part de pare era Jacob Pleydell-Bouverie, 4t Compte de Radnor. Pleydell-Bouverie era la més petita de tres fills, que van créixer en una casa senyorial del segle xvii envoltats de porcellana xinesa blava i blanca i del tipus famille verte. Va ser durant les vacances d'infantesa, mentre jugava en una platja fangosa a Weston-super-Mare amb els seus germans, que va tenir el seu primer contacte amb l'argila.
Durant la Primera Guerra Mundial va treballar per la Creu Roja francesa.

## Carrera
El seu interès per la ceràmica es va despertar mentre vivia a Londres, als anys vint, després que Pleydell-Bouverie visités Roger Fry als Omega Workshops i veiés exemples de la seva feina, cosa que la va impulsar a apuntar-se a la Central School of Arts and Crafts de Londres per estudiar ceràmica amb la professora Dora Billington.
El 1924 Pleydell-Bouverie va ser admesa al taller de St. Ives de Bernard Leach. Va romandre a la Leach Pottery durant un any aprenent al costat de Michael Cardew, Shoji Hamada i Tsuronosuke Matsubayashi, conegut com a Matsu. Allà feia les feines més diverses quan calia i alhora assistia a les classes tècniques de Matsu. Aviat van començar-la a anomenar "Beano", que era com li deien a casa seva.
El 1925 Pleydell-Bouverie va establir el seu primer taller de ceràmica amb un forn de llenya als terrenys de la seva propietat familiar de Coleshill a Berkshire (ara Oxfordshire). A la Cole Pottery l'ajudava Ada (Peter) Mason. Després que Mason marxés, el 1928, va unir-s'hi Norah Braden. Treballaven juntes tot i que cadascuna signava les seves peces i van exposar sovint a Londres i Manchester, fins que Braden va marxar a Brighton per donar classes el 1936. Cal destacar l'extensa experimentació amb esmalts de cendra que van dur a terme. Eren cendres provinents de fustes i vegetals que creixien per la zona. El 1946, Pleydell-Bouverie es va traslladar al seu segon taller a Kilmington Manor, Wiltshire, on va treballar fins a la seva mort el 1985. A Kilmington va instal·lar-hi primer un forn de petroli i més endavant un d'elèctric.
Després de la Segona Guerra Mundial, Pleydell-Bouverie va estar venent la seva obra ceràmica a preus molt baixos, probablemment perquè ja gaudia de recursos propis.

## Estil, tècnica i recepció
Pleydell-Bouverie es descrivia a ella mateixa com "senzillament una ceramista. M'agrada que un atuell sigui un atuell, un recipient que tingui un forat, realitzat amb una finalitat concreta". En una carta a Bernard Leach escrita el 29 de juny de 1930, Pleydell-Bouverie va dir "vull que els meus gerros portin les persones a pensar, no en referències xineses, sinó en coses com còdols i closques i ous d'ocell i pedres en què creix la molsa. Les flors hi llueixen més boniques, així m'ho sembla a mi. I crec que és el que més importa."
Pleydell-Bouverie era crítica amb l'estètica d'alguns dels seus contemporanis com ara Charles i Nell Vyse a qui considerava massa 'comercialment competitius" i que no evocaven coses com còdols i closques i ous d'ocells. També era crítica amb el distributisme exemplificat per The Guild of St Joseph and St Dominic (una comunitat d'artistes i artesans que formava part del moviment Arts & Craft). En deia: 'En vaig conèixer un grapat de membres l'altre dia. Em van irritar força.'
Les peces de Pleydell-Bouverie són funcionals i solen tenir un estil similar a la ceràmica anglesa de l'edat del bronze. És coneguda per utilitzar una gamma ampla de cendres vegetals per produir efectes a l'esmalt de les seves peces de gres.